# Protandrena scutellata
Protandrena scutellata là một loài Hymenoptera trong họ Andrenidae. Loài này được Cockerell mô tả khoa học năm 1916.